# CHL (azienda)
CHL S.p.A. era una azienda attiva nei settori di telecomunicazioni, informatica, commercio elettronico, logistica, trasporti anche attraverso la sua partecipata Terra.
La società dal 6 dicembre 2019 è stata sospesa dalle negoziazioni alla Borsa Italiana dove era presente nell'índice FTSE Italia Small Cap.

## Storia
Fu fondata nel 1993 a Firenze da Stefano e Paolo Bargagni, Ugo Bolla e Fernando Franchi e inizialmente curava esclusivamente l'assemblaggio di computer su misura e vendita B2B attraverso la rete FidoNet (BBS).
Nel 1995 comincia a vendere, attraverso internet, prodotti legati all'informatica (componenti, accessori per PC e personal computer assemblati dall'azienda stessa).
Dal 1999 inizia a trattare anche PC di produttori terzi, software e prodotti legati alla telefonia, all'audio/video e alla fotografia.
Contemporaneamente ha aperto diversi negozi sparsi su tutto il territorio italiano dove si vendevano gli stessi prodotti disponibili sul sito. Dal 2 giugno 2000 CHL era quotata nell'indice FTSE Italia Small Cap della Borsa di Milano. Il 7 ottobre 2009 CHL conclude un accordo con la società italiana di telecomunicazioni Tiscali, tale accordo prevede che CHL venda nei suoi punti vendita i servizi di quest'ultima.
Nel 2010 CHL ha stipulato un accordo con InSpeedy per le consegne e installazioni dei prodotti che vende tramite un partner che si occupa di gestione post-vendita.
CHL ha annunciato di non aver rimborsato la quarta rata (in scadenza al 30 giugno 2017) del prestito obbligazionario “CHL 6,00% 2014-2018 convertibile”  per un importo massimo di 1.551.801,30 euro, oltre alla cedola degli interessi per un importo pari ad 186.216,17 euro.
CHL S.p.A. detiene il controllo di:
- Terra S.p.A., controllata al 98,92%. Nasce nel 2012 ed opera nel campo dei servizi applicati alle telecomunicazioni nazionali e internazionali e nel campo dei servizi a supporto dello scambio di merci online, logistica, trasporti e commercio elettronico anche grazie alle sue partecipate, BCM S.p.A., Nexta Ltd e Cheel Srl.

Nel 2019 il capitale sociale di CHL è di 8725061,25 €. La società ha sedi e personale a Roma, Arezzo, Firenze e Milano e una base dati di 1,2 milioni clienti in tutta Italia che utilizzano i prodotti offerti dal Gruppo.
Il 18 dicembre 2019, il tribunale fallimentare di Firenze decide di sospendere l'intero consiglio di amministrazione dai propri poteri in attesa di discutere una nuova istanza di fallimento.
Il 15 gennaio 2020 con sentenza n. 14 depositata in cancelleria in data 20 gennaio 2020 il tribunale di Firenze dichiara il fallimento di CHL S.p.A.